# Campo de Daroca
El Campo de Daroca es una comarca aragonesa situada al suroeste de la provincia de Zaragoza (España). Su capital es Daroca.

## Municipios
La comarca engloba a los municipios de Acered, Aldehuela de Liestos, Anento, Atea, Badules, Balconchán, Berrueco, Cerveruela, Cubel, Las Cuerlas, Daroca, Fombuena, Gallocanta, Herrera de los Navarros, Langa del Castillo, Lechón, Luesma, Mainar, Manchones, Murero, Nombrevilla, Orcajo, Retascón, Romanos, Santed, Torralba de los Frailes, Torralbilla, Used, Val de San Martín, Valdehorna, Villadoz, Villanueva de Jiloca, Villar de los Navarros, Villarreal de Huerva y Villarroya del Campo. 

## Política
Consejo Comarcal
Legislatura (2019-2023) 
PRESIDENTA
> Dª. María Ascensión Giménez, Alcaldesa Presidenta de Villadoz 
PSOE
> D. José Álvaro Blasco Martín (portavoz), Alcalde Presidente de Daroca
> D. María Carmen Ballestín Gimeno, Alcaldesa de Berrueco
> D. Enrique Cartiel Montalvo, Alcalde Presidente de Anento
> D. Pedro Luis Aparicio Ramiro, Alcalde Presidente de Orcajo
> D. Alejandro Espinosa Ramiro, Alcalde de Badules
> Dª. Concepción Ángeles Castillo Lázaro, Concejala de Villarreal de Huerva
> D. José Luis Catalán Cotaina, Concejal de Romanos
> D. David Bono Mora, Concejal de Used
PP
> D. Francisco Javier Lafuente Jiménez , (portavoz), Concejal de Daroca
> Dª. Raquel Pardos Ballestín, Alcaldesa Presidenta de Gallocanta
> Dª. María Pilar Abad Santos, Alcaldesa Presidenta de Val de San Martín
> D. Francisco Pardillos Marín, Alcalde Presidente de Manchones
> D. Santiago Mingote García, Alcalde Presidente de Murero
> Dª. Beatriz Farnós Bayot, Concejala de Villarreal de Huerva
> D. Miguel García Cortés, Concejal del Ayuntamiento de Daroca
Ciudadanos
> D. Fernando Sánchez Hernández, Alcalde Presidente de Used
> D. Jesús Félix Guillén Bernad, (portavoz), Concejal de Herrera de los Navarros
PAR

> Dª. María Lina Hernando Peinado (portavoz), Alcaldesa Presidenta de Mainar

## Geografía
Limita al norte con la Comunidad de Calatayud y el Campo de Cariñena, al sudeste con la comarca del Señorío de Molina (en la provincia de Guadalajara), al sur con la comarca del Jiloca y al este con el Campo de Belchite.
Parte de su territorio está ocupado por la Reserva natural dirigida de la Laguna de Gallocanta.

### Laguna de Gallocanta

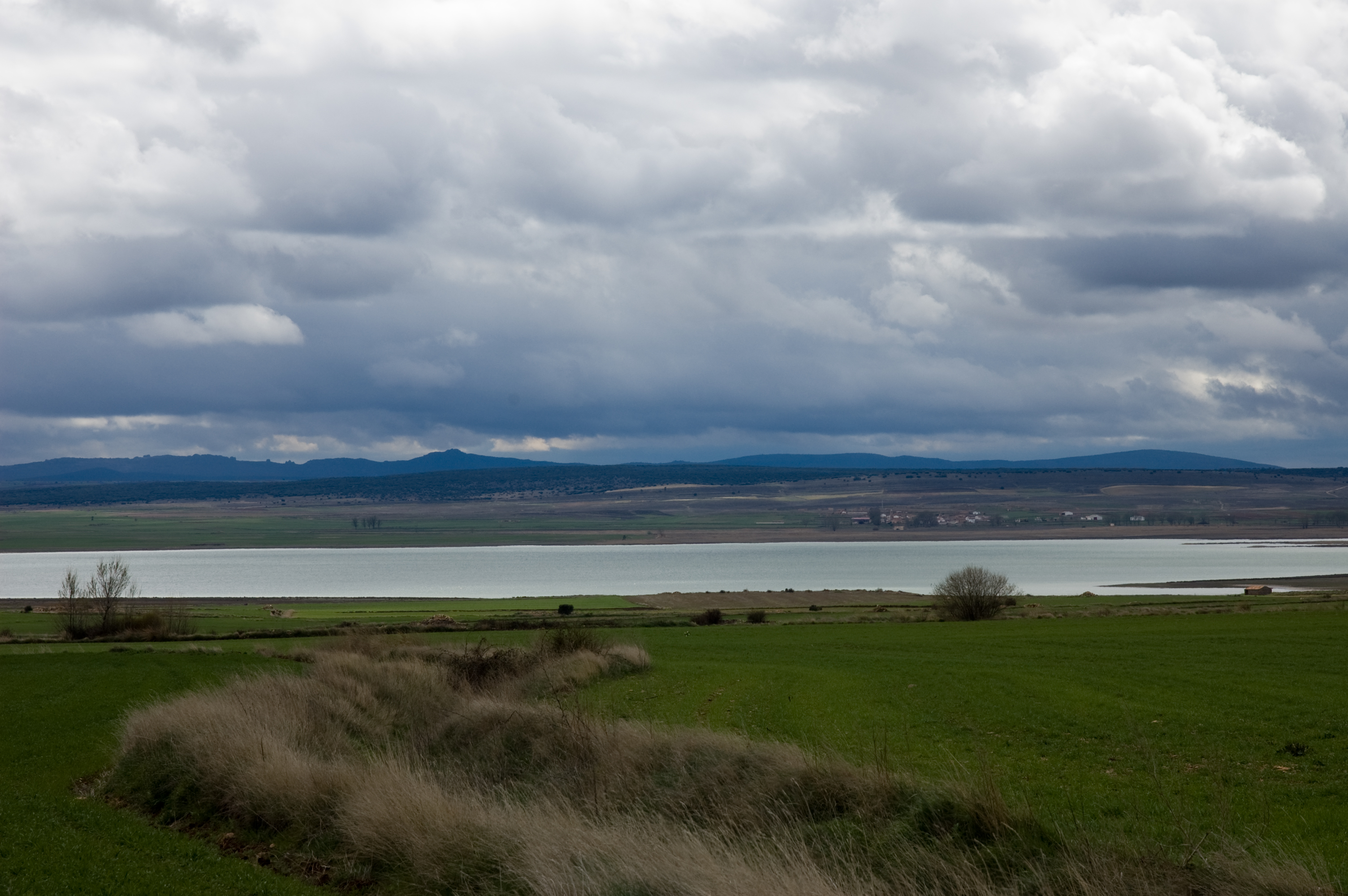
La Laguna de Gallocanta.

Se localiza entre las comarcas de Campo de Daroca y Jiloca, formando parte de los términos municipales de Santed, Gallocanta, Berrueco, Las Cuerlas, Tornos y Bello; esto es, entre las provincias de Zaragoza y Teruel.
Abarca una superficie de 1 924 ha y otras 4 553 ha de zona periférica de protección. Tiene longitud máxima de 7 km y una anchura máxima de 2 km, siendo la mayor laguna natural de la península ibérica y junto con la laguna de Fuentedepiedra (provincia de Málaga) es la mayor laguna salada de Europa. Tiene una profundidad media de 70 cm y la máxima es de 2 m. La altitud oscila entre 995 y 1 085 m s. n. m.
Es un buen ejemplo de cuenca endorreica de montaña, es decir, que no tiene salida al mar. Sus aguas proceden principalmente de torrentes subterráneos, por lo que su salinidad es muy alta: diez veces superior a la del agua de mar, lo que hace que en periodos secos se lleguen a formar a en sus playas costras de sal.
La reserva natural fue declarada como tal el 30 de noviembre de 2006.
Es también LIC y ZEPA.

## Historia

### La comarca como institución
La ley de creación de la comarca es la 18/2002 del 5 de julio de 2002. Se constituyó el 23 de octubre de 2002. Las competencias le fueron traspasadas el 1 de enero de 2003.

## Economía
La agricultura es el principal recurso económico, principalmente el cultivo de cereales, forrajes y vid.

## Cultura
Del patrimonio artístico cabe destacar la ciudad de Daroca, que conserva sus murallas medievales. Entre los espacios naturales cabe destacar la laguna de Gallocanta, la mayor laguna de estas características de España [cita requerida] y donde se concentran grandes cantidades de aves migratorias.
Famoso hijo de la comarca es Pablo Bruna (1611-1679), el ciego de Daroca, extraordinario compositor y organista de la Colegiata de Santa María. Su fama llegó a ser tan grande que los reyes Felipe IV y Carlos II se detuvieron en Daroca para disfrutar de su música.[cita requerida]

## Territorio y población
| Municipio               | Extensión (km²) | % del total | Habitantes (2018) | Habitantes (2019) | Densidad (hab/km²) | Altitud (metros) | Distancia a/desde Daroca (km) | Pedanías           |
| ----------------------- | --------------- | ----------- | ----------------- | ----------------- | ------------------ | ---------------- | ----------------------------- | ------------------ |
| Acered                  | 30,40           | 2,72        | 165               | 166               | 6,71               | 835              | 23,40                         |                    |
| Aldehuela de Liestos    | 38,12           | 3,41        | 49                | 48                | 2,20               | 980              | 35,40                         |                    |
| Anento                  | 21,59           | 1,93        | 95                | 106               | 7,09               | 929              | 19,90                         |                    |
| Atea                    | 34,68           | 3,10        | 156               | 151               | 4,53               | 842              | 18,10                         |                    |
| Badules                 | 19,83           | 1,77        | 83                | 85                | 5,40               | 922              | 16,80                         |                    |
| Balconchán              | 19,30           | 1,73        | 17                | 16                | 0,67               | 780              | 6,10                          |                    |
| Berrueco                | 19,48           | 1,74        | 33                | 34                | 2,41               | 1.098            | 25,40                         |                    |
| Cerveruela              | 23,44           | 2,10        | 35                | 33                | 1,62               | 816              | 24,00                         |                    |
| Cubel                   | 58,62           | 5,24        | 168               | 155               | 3,46               | 1.111            | 32,00                         |                    |
| Las Cuerlas             | 32,58           | 2,91        | 39                | 41                | 2,30               | 1.010            | 28,50                         |                    |
| Daroca                  | 52,05           | 4,66        | 1996              | 1983              | 43,69              | 797              | --                            |                    |
| Fombuena                | 26,37           | 2,36        | 54                | 56                | 1,97               | 950              | 24,20                         |                    |
| Gallocanta              | 29,71           | 2,66        | 154               | 152               | 5,25               | 1.011            | 21,60                         |                    |
| Herrera de los Navarros | 105,01          | 9,39        | 506               | 506               | 6,17               | 809              | 39,50                         | Virgen de Herrera. |
| Langa del Castillo      | 50,13           | 4,48        | 132               | 121               | 3,07               | 870              | 14,50                         |                    |
| Lechón                  | 17,46           | 1,56        | 53                | 51                | 3,09               | 850              | 14,40                         |                    |
| Luesma                  | 29,40           | 2,63        | 34                | 35                | 1,29               | 943              | 30,6                          |                    |
| Mainar                  | 34,02           | 3,04        | 151               | 155               | 5,11               | 899              | 15,00                         |                    |
| Manchones               | 26,83           | 2,40        | 98                | 114               | 5,29               | 756              | 6,80                          |                    |
| Murero                  | 18,25           | 1,63        | 107               | 98                | 8,93               | 707              | 8,5                           |                    |
| Nombrevilla             | 17,68           | 1,58        | 29                | 31                | 2,21               | 736              | 6,00                          |                    |
| Orcajo                  | 28,40           | 2,54        | 59                | 58                | 1,34               | 930              | 9,50                          |                    |
| Retascón                | 25,20           | 2,25        | 74                | 67                | 3,77               | 950              | 6,20                          |                    |
| Romanos                 | 19,70           | 1,76        | 119               | 128               | 5,69               | 922              | 14,40                         |                    |
| Santed                  | 17,79           | 1,59        | 61                | 63                | 3,77               | 1.100            | 16,40                         |                    |
| Torralba de los Frailes | 59,40           | 5,31        | 86                | 79                | 1,68               | 1.095            | 30,60                         |                    |
| Torralbilla             | 25,80           | 2,31        | 61                | 55                | 2,75               | 882              | 20,00                         |                    |
| Used                    | 85,30           | 7,63        | 271               | 261               | 4,22               | 1050             | 21,10                         |                    |
| Val de San Martín       | 25,50           | 2,28        | 64                | 66                | 3,49               | 997              | 9,00                          |                    |
| Valdehorna              | 8,09            | 0,72        | 30                | 33                | 5,69               | 897              | 8,60                          |                    |
| Villadoz                | 17,44           | 1,56        | 88                | 92                | 5,22               | 900              | 19,80                         |                    |
| Villanueva de Jiloca    | 7,30            | 0,65        | 46                | 54                | 12,19              | 790              | 6,50                          |                    |
| Villar de los Navarros  | 49,50           | 4,43        | 102               | 106               | 2,61               | 867              | 48,00                         |                    |
| Villarreal de Huerva    | 27,10           | 2,42        | 274               | 274               | 7,34               | 867              | 16,30                         |                    |
| Villarroya del Campo    | 16,43           | 1,47        | 68                | 74                | 4,75               | 900              | 14,50                         |                    |
| Total                   | 1.117,90        |             | 5557              | 5547              |                    |                  |                               |                    |